# Diritto di superficie
Il diritto di superficie (lat. superficies), nell'ordinamento giuridico italiano, è un diritto reale di godimento (o diritto reale minore) disciplinato negli articoli da 952 a 956 del codice civile italiano, che consiste nel diritto del superficiario di edificare e di mantenere una costruzione al di sopra o al di sotto di un fondo altrui, acquistando, una volta realizzata, la sola proprietà della costruzione stessa (c.d. proprietà superficiaria). 
È altresì possibile che il proprietario del fondo alieni la proprietà di una costruzione già esistente, separatamente dalla proprietà del suolo (art. 952, co. 2, c.c.). La costituzione del diritto di superficie vale a derogare al principio di accessione, in forza del quale ogni piantagione, opera o costruzione esistente al di sopra (ovvero al di sotto) di un fondo appartiene al proprietario di questo.

## Analisi
Il diritto di superficie, derivante dall'antico diritto romano e diffuso in tutto il continente ((Erb)baurecht in tedesco, droit de superficie in francese o derecho de superficie in spagnolo), risulta in tempi recenti rivalutato ed apprezzato, per consentire la divisione del potenziale edificatorio di un fondo, dal semplice possesso del terreno. Risulta pertanto possibile sfruttare le caratteristiche urbanistiche del suolo, conservando al contempo il valore patrimoniale dell'immobile nel medio-lungo termine. 
Notevole vantaggio è dato, inoltre, dalla gestione delle risorse economiche, poiché chi intende sfruttare una costruzione così realizzata non ha l'obbligo di pagare in pieno il sedime (si veda, sul punto, la politica delle case popolari).
È anche possibile che il diritto di superficie riguardi la sopraelevazione di un preesistente edificio.

## Durata
Se non diversamente specificato dal contratto, il diritto si intende costituito a tempo indeterminato. In caso di costituzione a tempo determinato, allo scadere del termine il diritto di superficie si estingue e, in virtù del principio di accessione, il proprietario del suolo acquista la proprietà della costruzione (c.d. elasticità del dominio: art. 953 c.c.).
Diversamente, il diritto di superficie su suolo pubblico segue il criterio che, se l'immobile non ha caratteristiche utili per bene comune, lo stesso andrebbe dismesso e  posto tra gli immobili disponibili della Pubblica Amministrazione, in base alle norme in materia, per essere venduto o trasferito. In caso contrario, la Pubblica Amministrazione competente potrebbe temporaneamente (di anno in anno o per alcuni anni) concedere l'uso del bene pubblico a terzi. 

## Costruzione su terreno gravato dal diritto
Per la costruzione di edifici in diritto temporaneo di superficie, il proprietario ha la possibilità di riscattare i diritti di superficie ed ottenere il pieno godimento della proprietà del bene, pagando al proprietario del terreno per la cessione dei relativi diritti di superficie. Diversamente, il diritto di superficie è prevalente rispetto ai diritti di proprietà di quanto costruitovi sopra.
Allo stesso modo si può alienare la proprietà della costruzione già esistente separatamente dalla proprietà del fondo vendendo, insieme al manufatto, il relativo diritto di superficie.
Il diritto di mantenere una costruzione (non quello di edificare) è suscettibile di usucapione: costruita la casa, opera il principio di accessione, ma l'usucapione opera in forza del possesso ventennale della costruzione accompagnato da atti di riconoscimento dell'altruità del fondo (altrimenti si avrebbe usucapione della proprietà del fondo).
Se la costruzione perisce, il superficiario avrà diritto di ricostruire, ma dal momento del perimento della costruzione comincerà a decorrere il termine ventennale di prescrizione.

## Diritto di superficie su suolo del demanio o del patrimonio indisponibile
Il diritto di superficie, data la sua natura, è spesso esercitato per la regolarizzazione possessoria di manufatti insistenti sul terreno del demanio o del patrimonio indisponibile.
A differenza di quanto praticato sul suolo privato, il diritto di superficie sul suolo pubblico considera sia il diritto privato che il diritto amministrativo pubblico; avrà carattere temporaneo e dovrà disporre di una concessione che disciplina l'occupazione del suolo pubblico.
In definitiva risulta possibile la regolarizzazione possessoria di un manufatto su suolo pubblico, attraverso l'alienazione del diritto di superficie (diritto reale minore al pari di una vendita del diritto di servitù, ma con durata legata alla scadenza della concessione) nonché contestuale assegnazione in concessione (una specie di locazione) del suolo, dietro pagamento di un canone periodico. La regolarizzazione deve necessariamente valutare e verificare le relative autorizzazioni o/e permessi comunali, come i certificati di agibilità e "concessioni edilizie" che per competenza spettano all'Amministrazione comunale, in base all'art. 27 del D.P.R. 6/06/2001 n. 380.
Da notare che il pagamento della concessione (canone) potrebbe essere semplicemente del tipo "ricognitorio" per alcuni usi identificati come di "pubblico interesse"; il tutto per meglio disciplinare l'occupazione e l'uso della proprietà pubblica e la gestione del suolo, a cura di privati competenti. L'alienazione del diritto di superficie dovrà in ogni caso essere in stretta relazione con la concessione per l'uso del suolo (vedi art. 8 bis L.P. 18/76).
Spesso l'Amministrazione pubblica inserisce nel proprio disciplinare condizioni e vincoli sull'eventuale vendita tra privati, del diritto di superficie (su suolo pubblico) e sul trasferimento della concessione dell'area, su cui grava il diritto di superficie.
Risulta importante non confondere il diritto di superficie con il manufatto ivi eretto. Il fabbricato costituisce entità autonoma (al pari di normale edificio realizzato su area della stessa proprietà). L'edificio, che in virtù al diritto di superficie ha il sedime su proprietà di terzi, è concettualmente simile ad un prefabbricato o ad un camper e la proprietà del bene non si estende al possesso del suolo. (Valore di mercato di un immobile eretto con diritto di superficie: Vmi = Vm edificio* - Vm suolo).
Va da sé che alla scadenza della concessione avrà termine anche il diritto di superficie; in tale contesto riparte il diritto di accessione, con facoltà da parte dell'Ente pubblico di rivendicare il possesso delle infrastrutture, non rimosse prima.
*) Considerando l'edificio, valutato ai normali prezzi di mercato e come se lo stesso  fosse eretto sul suolo in proprietà.

## Diritti correlati
Il proprietario del terreno ha il diritto di chiedere la corresponsione di un canone (lat. salarium), così come di disporre una diversa destinazione d'uso del terreno, che potrebbe comportare la demolizione di quanto costruito al di sopra di esso, qualora non conforme ai precedenti accordi.
Nei condominii accade che i condomini siano comproprietari dell'area su cui insiste l'edificio (parte comune) ed abbiano, individualmente, diritto di proprietà della propria unità immobiliare, circostanza ben diversa dall'errata supposizione che siano superficiari dell'area di sedime (sono pertanto pieni ed esclusivi proprietari dei loro appartamenti, come d'altronde emerge dagli atti notarili di acquisto, con cui si vende la piena proprietà degli appartamenti, con relative parti comuni e non la vendita di un diritto di superficie).

## Casi di esclusione
Nel codice civile vigente (art. 956 c.c.) non è più consentito, come per il codice civile italiano del 1865, il diritto di superficie per le piantagioni. A tale proposito si ricorda di non confondere il diritto di superficie con il diritto di enfiteusi, tipico dell'agricoltura.